# Verwaltungsgemeinschaft Naunhof
Die Verwaltungsgemeinschaft Naunhof ist eine Verwaltungsgemeinschaft im Freistaat Sachsen im Landkreis Leipzig. Sie liegt im Westen des Landkreises, zirka 13 km nordwestlich der Stadt Grimma und 10 km südöstlich der Stadt Leipzig. Das Gemeinschaftsgebiet liegt im Osten der Leipziger Tieflandsbucht am Übergang zum  Nordsächsischen Platten- und Hügelland. Durch das Gemeinschaftsgebiet verläuft die Bundesautobahn 14, die über die Anschlüsse Naunhof oder Klinga erreichbar ist. Durch Naunhof führt die Bahnstrecke Leipzig–Dresden, durch Belgershain die Bahnstrecke Leipzig–Geithain.

## Die Gemeinden mit ihren Ortsteilen
- Naunhof mit den Ortsteilen Naunhof (Stadt), Albrechtshain, Ammelshain, Eicha, Erdmannshain, Fuchshain und Lindhardt
- Belgershain mit den Ortsteilen Belgershain, Köhra, Rohrbach und Threna
- Parthenstein mit den Ortsteilen Grethen, Großsteinberg, Klinga und Pomßen